# Озеро Каддо (фільм)
«Озеро Кеддо» (англ. Caddo Lake) — американський трилер 2024 року режисерів та сценаристів Селін Гелд і Логана Джорджа. У фільмі зіграли Ділан О'Браєн, Еліза Сканлен, Діана Гоппер, Керолайн Фальк, Сем Геннінгс, Ерік Ленг і Лорен Емброуз. М. Найт Ш'ямалан виступив виконавчим продюсером через свою компанію Blinding Edge Pictures.
Фільм вийшов на Max 10 жовтня 2024 року.

## Сюжет
Періс живе в маленькому селищі біля озера Каддо, що на межі штатів Техас і Луїзіана. Його мати загинула в автокатастрофі, коли її автівка затонула в озері. У містечку також живе Еллі, її батько загадково зник багато років тому. Вона планує поїхати із селища через напружені стосунки з мамою і вітчимом. Та коли зникає її восьмирічна сестра, яку востаннє бачили біля озера, Еллі об’єднується з Перісом, щоб розгадати зловісну таємницю Каддо і знайти дівчинку.

## У ролях
| Актор          | Роль    |
| -------------- | ------- |
| Ділан О'Браєн  | Періс   |
| Еліза Сканлен  | Еллі    |
| Керолайн Фальк | Анна    |
| Лорен Емброуз  | Селеста |
| Ерік Ленг      | Деніел  |
| Сем Хеннінгс   | Бен     |
| Діана Гоппер   | Сі      |

## Виробництво
У серпні 2021 року відбулися переговори щодо участі Ділана О’Браєна та Елізи Сканлен у зйомках фільму «Зникнення», продюсером якого виступив М. Найт Ш'ямалан. До жовтня 2021 року фільм було перейменовано на «Зникнення на озері Каддо», а Лорен Емброуз, Ерік Ленг, Сем Геннінгс і Діана Гоппер приєдналися до акторського складу.
Зйомки розпочалися 4 жовтня в Шривпорті, Луїзіана і завершилися 18 листопада 2021 року. Для відтворення автентичної атмосфери історичного періоду Гелд і Джордж шукали серед місцевих жителів автомобілі, випущені між 1998 та 2004 роками. У травні 2023 року фільм отримав остаточну назву «Озеро Каддо».

## Прем'єра
Стрічка була випущена на Max 10 жовтня 2024 року.

## Оцінки критиків
За даними Rotten Tomatoes, 77% з 39 критиків позитивно оцінили фільм, надавши йому середню оцінку 6,1 бала з 10. На платформі Metacritic фільм отримав середній бал 55 зі 100 на основі відгуків 7 кінокритиків, що відповідає категорії "змішані або середні".
Deadline пише, що влучна робота режисерів і хороша гра акторів компенсують незначні неточності сценарію. Оглядач Decider також пише про якісну режисерську та акторську роботу, проте каже, що сюжет часом занадто заплутаний.